# Parafia Matki Bożej Królowej Polski w Boczowie
Parafia Matki Bożej Królowej Polski w Boczowie – parafia rzymskokatolicka znajdująca się w dekanacie Rzepin, diecezji zielonogórsko-gorzowskiej, metropolii szczecińsko-kamieńskiej, erygowana 1 czerwca 1951. 